# La trinchera infinita
La trinchera infinita es una película española de 2019 dirigida por Jon Garaño, Aitor Arregi y José Mari Goenaga y protagonizada por Antonio de la Torre y Belén Cuesta. La película se inspiró en Manuel Cortés, alcalde de la localidad malagueña de Mijas durante la Segunda República Española, quien vivió oculto treinta años y cuya vida fue relatada en el documental de 2011 30 años de oscuridad de Manuel H. Martín. Fue rodada en Higuera de la Sierra, municipio de la provincia de Huelva.

## Sinopsis
Al estallar la guerra civil española, Higinio (Antonio de la Torre) se ve obligado a ocultarse en su casa por miedo a ser fusilado por los franquistas. Su encierro durará treinta años, los cuales compartirá con Rosa, su esposa (Belén Cuesta).

## Premios y nominaciones
| Año  | Lugar                | País   | Categoría                     | Nominada/o(s)                                                     | Resultado | Notas       |
| ---- | -------------------- | ------ | ----------------------------- | ----------------------------------------------------------------- | --------- | ----------- |
| 2019 | Premios Días de Cine | España | Mejor película                | Mejor película                                                    | Ganadora  | [ 5 ]       |
| 2019 | Premios Días de Cine | España | Mejor actriz                  | Belén Cuesta                                                      | Ganadora  | [ 5 ]       |
| 2019 | Premios Feroz        | España | Mejor película dramática      | Mejor película dramática                                          | Nominada  | [ 6 ]       |
| 2019 | Premios Feroz        | España | Mejor dirección               | Jon Garaño, José Mari Goenaga y Aitor Arregi                      | Nominados | [ 6 ]       |
| 2019 | Premios Feroz        | España | Mejor actriz                  | Belén Cuesta                                                      | Ganadora  | [ 6 ]       |
| 2019 | Premios Feroz        | España | Mejor actor                   | Antonio de la Torre                                               | Nominado  | [ 6 ]       |
| 2019 | Premios Feroz        | España | Mejor guion                   | Luiso Berdejo y José Mari Goenaga                                 | Nominados | [ 6 ]       |
| 2019 | Premios Feroz        | España | Mejor música original         | Pascal Gaigne                                                     | Nominado  | [ 6 ]       |
| 2019 | Premios Goya         | España | Mejor película                | Mejor película                                                    | Nominada  | [ 7 ]       |
| 2019 | Premios Goya         | España | Mejor dirección               | Jon Garaño, José Mari Goenaga y Aitor Arregi                      | Nominados | [ 7 ]       |
| 2019 | Premios Goya         | España | Mejor actriz                  | Belén Cuesta                                                      | Ganadora  | [ 7 ]       |
| 2019 | Premios Goya         | España | Mejor actor                   | Antonio de la Torre                                               | Nominado  | [ 7 ]       |
| 2019 | Premios Goya         | España | Mejor actor revelación        | Vicente Vergara                                                   | Nominado  | [ 7 ]       |
| 2019 | Premios Goya         | España | Mejor guion original          | Luiso Berdejo y José Mari Goenaga                                 | Nominados | [ 7 ]       |
| 2019 | Premios Goya         | España | Mejor dirección de producción | Ander Sistiaga                                                    | Nominado  | [ 7 ]       |
| 2019 | Premios Goya         | España | Mejor montaje                 | Laurent Dufreche y Raúl López                                     | Nominados | [ 7 ]       |
| 2019 | Premios Goya         | España | Mejor música original         | Pascal Gaigne                                                     | Nominado  | [ 7 ]       |
| 2019 | Premios Goya         | España | Mejor fotografía              | Javier Agirre Erauso                                              | Nominado  | [ 7 ]       |
| 2019 | Premios Goya         | España | Mejor dirección artística     | Pepe Domínguez                                                    | Nominado  | [ 7 ]       |
| 2019 | Premios Goya         | España | Mejor diseño de vestuario     | Lourdes Fuentes y Saioa Lara                                      | Nominadas | [ 7 ]       |
| 2019 | Premios Goya         | España | Mejor maquillaje y peluquería | Yolanda Piña, Félix Terrero y Nacho Díaz                          | Nominados | [ 7 ]       |
| 2019 | Premios Goya         | España | Mejor sonido                  | Iñaki Díez, Alazne Ameztoy, Xanti Salvador y Nacho Royo-Villanova | Ganadores | [ 7 ]       |
| 2019 | Premios Goya         | España | Mejores efectos especiales    | Jon Serrano y David Heras                                         | Nominados | [ 7 ]       |
| 2019 | Medallas del CEC     | España | Mejor película                | Mejor película                                                    | Nominada  | [ 8 ] [ 9 ] |
| 2019 | Medallas del CEC     | España | Mejor director                | Jon Garaño, José Mari Goenaga y Aitor Arregi                      | Nominados | [ 8 ] [ 9 ] |
| 2019 | Medallas del CEC     | España | Mejor actriz                  | Belén Cuesta                                                      | Nominada  | [ 8 ] [ 9 ] |
| 2019 | Medallas del CEC     | España | Mejor actor                   | Antonio de la Torre                                               | Nominado  | [ 8 ] [ 9 ] |
| 2019 | Medallas del CEC     | España | Mejor guion original          | Luiso Berdejo y José Mari Goenaga                                 | Nominados | [ 8 ] [ 9 ] |
| 2019 | Medallas del CEC     | España | Mejor música                  | Pascal Gaigne                                                     | Nominado  | [ 8 ] [ 9 ] |
| 2019 | Medallas del CEC     | España | Mejor montaje                 | Laurent Dufreche y Raúl López                                     | Nominados | [ 8 ] [ 9 ] |

## Reparto
| Intérprete              | Personaje     |
| ----------------------- | ------------- |
| Antonio de la Torre     | Higinio       |
| Belén Cuesta            | Rosa          |
| Vicente Vergara         | Gonzalo       |
| José Manuel Poga        | Rodrigo       |
| Emilio Palacios         | Jaime         |
| Carlos Bernardino       | Falangista 1  |
| Óscar Corrales          | Damián        |
| Enrique Asenjo          | Emilio        |
| José María del Castillo | Falangista 2  |
| Manuel Domínguez        | Republicano 1 |
| Luis Fernández de Eribe | Actor         |
| Nacho Fortes            | Enrique       |
| Esperanza Guardado      | Mari Carmen   |
| Javi Mena               |               |
| Daniel Morilla          |               |
| Antonio Romero          | Fede          |
| Marco Cáceres           | Juan          |
| José Mari Goenaga       |               |
| Cristina Almazán        |               |
| Nacho Fortes            | Enrique       |
| Iñigo Núñez             | Martín        |
| Estefanía Rueda         | Isabel        |
| Joaquín Gómez           | Blanco        |